# Macís

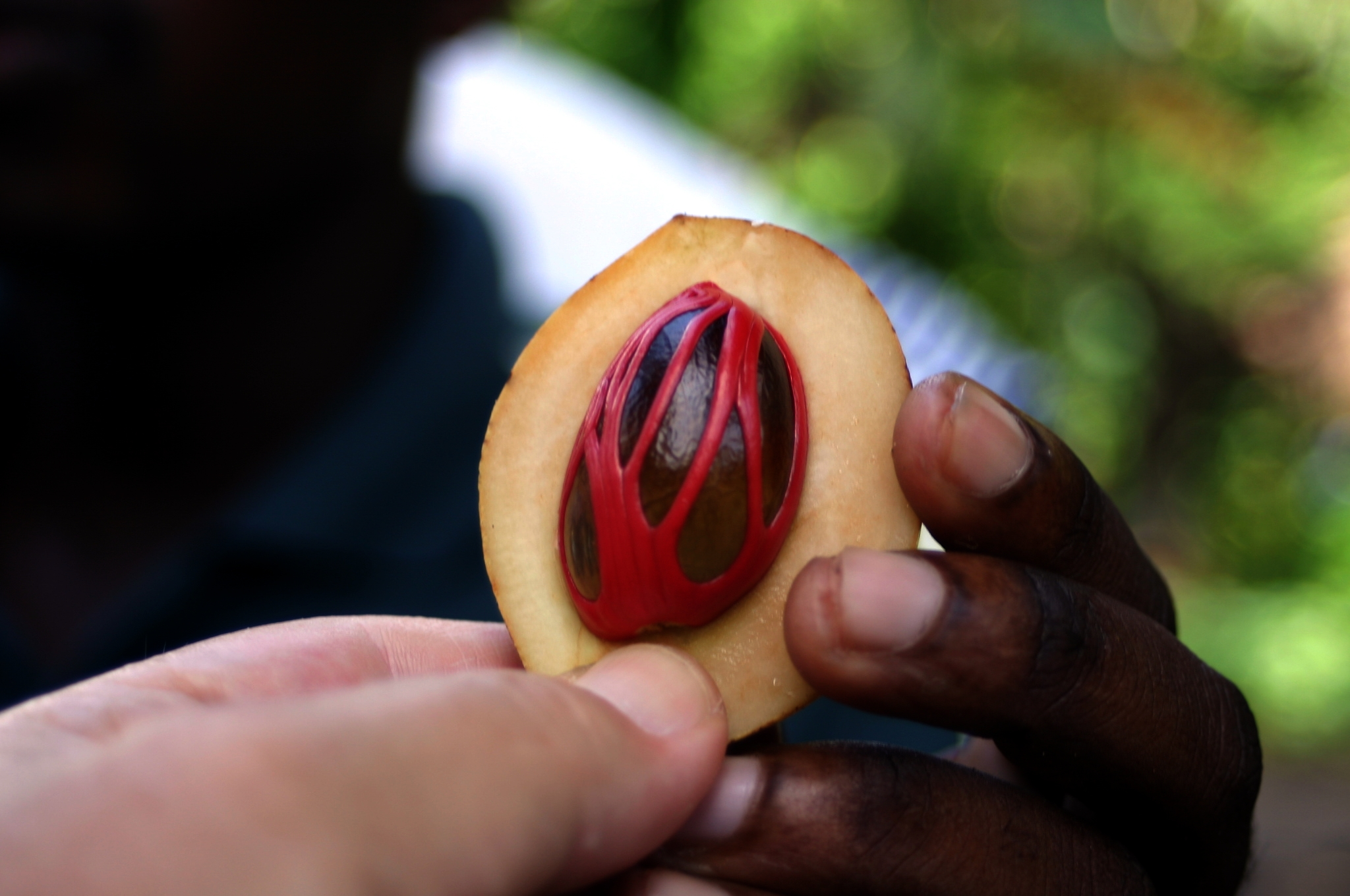
Al fruit obert hom pot observar el macís i la nou moscada

Macís és la membrana foradada que envolta la nou moscada, en botànica s'anomena aril. Aquesta és la capa fina que envolta la nou moscada. De color vermell quan és fresc, el macís es torna taronja quan està sec. Igual que la nou també s'usa, per separat, com espècia.
El macís formava part de la composició del diaphoenix (ortografia en anglès i francès), remei de la farmacopea marítima occidental al segle XVIII.
També és un dels ingredients del piment, una beguda d'origen medieval que s'elabora avui a Occitània però en el seu temps fou popular també als Països Catalans i Suïssa.
Combina molt bé amb les espècies que s'utilitzen per fer vi calent o amb les que s'utilitzen per fer infusions d'aigua calenta.